# Dyschirius rufipes
Dyschirius rufipes – gatunek chrząszcza z rodziny biegaczowatych i podrodziny grzebielników.

## Taksonomia
Gatunek ten opisany został po raz pierwszy w 1825 roku przez Pierre’a F.M.A. Dejeana pod nazwą Clivina rufipes.

## Morfologia
Chrząszcz o mocno wydłużonym ciele długości od 2,4 do 2,9 mm, z wierzchu ubarwionym brązowo lub czarnobrązowo bez wyraźnego połysku metalicznego, od spodu jaśniejszym. Głowa ma nadustek pozbawiony zęba pośrodku przedniej krawędzi, odgraniczony dwoma ukośnymi wciskami. Czułki i głaszczki są rudobrązowe, te pierwsze z przyciemnionym wierzchołkiem. Obrzeżenie boków przedplecza jest skrócone i nie sięga ku tyłowi do tylnego chetoporu (punktu szczecinkowego). Pokrywy są owalne, smuklejsze niż u D. luticola, o delikatnie punktowanych rzędach. Powierzchnie pokryw mają po trzy chetopory zabarkowe, po trzy chetopory dyskalne oraz po dwa (rzadziej jeden) chetopory przedwierzchołkowe; nie występują chetopory przypodstawowe. Skrzydła tylnej pary są w pełni wykształcone. Odnóża są rudobrązowe.

## Ekologia i występowanie
Owad rozmieszczony od nizin do przedgórzy. Zasiedla niezacienione, suche stanowiska, chętnie o stepowym charakterze. Żyje w wykopanych w glebie norkach. Poluje na drobne bezkręgowce. Do pasożytów tego chrząszcza należy owadorostowiec Misgomyces dyschirii.
Gatunek palearktyczny, znany z Wielkiej Brytanii, Niemiec, Austrii, Polski, Czech, Słowacji, Ukrainy, Mołdawii, Rumunii, Bułgarii, Chorwacji, Bośni i Hercegowiny, europejskiej i syberyjskiej części Rosji, Gruzji, Azerbejdżanu i Kazachstanu.